# Zontar: The Thing from Venus
Zontar: The Thing from Venus is een Amerikaanse televisiefilm uit 1966. De film is een remake Roger Corman's It Conquered the World uit 1956 en is geregisseerd door Larry Buchanan. Tegenwoordig bevindt de film zich in het publiek domein.

## Synopsis
Een wetenschapper komt erachter dat de op het eerste gezicht goedaardige aliën Zontar van plan is de mensheid te vernietigen.

## Rolverdeling
| Acteur            | Personage        |
| ----------------- | ---------------- |
| John Agar         | Curt Taylor      |
| Susan Bjurman     | Ann Taylor       |
| Anthony Huston    | Keith Ritchie    |
| Patricia De Laney | Martha Ritchie   |
| Neil Fletcher     | Matt Young       |
| Warren Hammack    | John             |
| Colleen Carr      | Louise           |
| Jeff Alexander    | Rocket Scientist |
| Bill Thurman      | Brad Crenshaw    |
| Andrew Traister   | Magalari         |
| Jonathan Ledford  | poortwachter     |
| George Edglley    | Ledford          |
| Carol Gilley      | Alice            |
| Bertha Holmes     | inwoner          |